# Liste des interstates au Missouri
Les Interstates au Missouri font partie du réseau des autoroutes inter-états et sont entretenues par le Missouri Department of Transportation (MoDOT). L'État compte neuf autoroutes principales et neuf auxiliaires.

## Autoroutes principales
| Numéro | Longueur (mi) | Longueur (km) | Terminus sud / ouest                                        | Terminus nord / est                                            | Créée | Notes                                       |
| ------ | ------------- | ------------- | ----------------------------------------------------------- | -------------------------------------------------------------- | ----- | ------------------------------------------- |
| I-29   | 128,58        | 206,94        | I-35 / I-70 / US 24 / US 40 / US 71 à Kansas City           | I‑29 à la frontière de l'Iowa près de Hamburg, IA              | 1963  |                                             |
| I-35   | 114,45        | 184,19        | I‑35 à la frontière du Kansas à Kansas City                 | I‑35 à la frontière de l'Iowa près d'Eagleville                | 1972  |                                             |
| I-44   | 293,18        | 471,83        | I‑44 à la frontière de l'Oklahoma près de Joplin            | I‑70 à Saint-Louis                                             | 1956  |                                             |
| I-49   | 178,72        | 287,62        | I-49 à la frontière de l'Arkansas près de Pineville         | I-435 / I‑470 / US 71 à Kansas City                            | 2012  |                                             |
| I-55   | 210,45        | 338,69        | I-55 à la frontière de l'Arkansas près de Steele            | I‑55 / I‑64 / US 40 à la frontière de l'Illinois à Saint-Louis | 1956  |                                             |
| I-57   | 22,06         | 35,50         | I‑55 / US 60 à Sikeston                                     | I-57 à la frontière de l'Illinois près de Charleston           | 1959  | Sera prolongée en Arkansas                  |
| I-64   | 40,82         | 65,69         | I‑70 / US 40 / US 61 à Wentzville                           | I‑55 / I‑64 / US 40 à la frontière de l'Illinois à Saint-Louis | 1956  |                                             |
| I-70   | 250,06        | 402,44        | I-70 / US 24 / US 40 à la frontière du Kansas à Kansas City | I‑70 à la frontière de l'Illinois à Saint-Louis                | 1956  |                                             |
| I-72   | 2,06          | 3,31          | US 36 / US 61 à Hannibal                                    | I‑72 à la frontière de l'Illinois à Hannibal                   | 1971  | Un prolongement jusqu'à Cameron est proposé |
|        |               |               |                                                             |                                                                |       |                                             |

## Autoroutes auxiliaires
| Numéro | Longueur (mi) | Longueur (km) | Terminus sud / ouest                         | Terminus nord / est                                               | Créée | Notes                                                      |
| ------ | ------------- | ------------- | -------------------------------------------- | ----------------------------------------------------------------- | ----- | ---------------------------------------------------------- |
| I-155  | 10,83         | 17,44         | I‑55 / US 61 / US 412 près de Hayti          | I‑155 / US 412 à la frontière du Tennessee près de Caruthersville | 1964  | Seul lien routier direct entre le Tennessee et le Missouri |
| I-170  | 11,26         | 18,11         | I‑64 / US 40 à Richmond Heights              | I‑270 à Hazelwood                                                 | 1956  |                                                            |
| I-229  | 15,02         | 24,18         | I‑29 / US 71 à Saint Joseph                  | I‑29 / US 59 / US 71 à Saint Joseph                               | 1986  |                                                            |
| I-255  | 3,98          | 6,40          | I‑55 près de Green Park                      | I‑255 / US 50 à la frontière de l'Illinois près de Saint-Louis    | 1986  | Segment est de la route de ceinture de Saint-Louis         |
| I-270  | 35,50         | 57,13         | I‑55 près de Green Park                      | I‑270 à la frontière de l'Illinois à Saint-Louis                  | 1956  | Segment ouest de la route de ceinture de Saint-Louis       |
| I-435  | 55,18         | 88,81         | I‑435 à la frontière du Kansas à Kansas City | I‑435 à la frontière du Kansas à Parkville                        | 1965  | Segment au Missouri de la route de ceinture de Kansas City |
| I-470  | 17,08         | 27,49         | I‑435 / US 50 / US 71 à Kansas City          | I‑70 à Independence                                               | 1970  |                                                            |
| I-635  | 3,77          | 6,06          | I‑635 à la frontière du Kansas à Kansas City | I‑29 / US 71 à Kansas City                                        | 1975  |                                                            |
| I-670  | 2,32          | 3,74          | I‑670 à la frontière du Kansas à Kansas City | I‑70 / US 40 / US 71 à Kansas City                                | 1968  |                                                            |
|        |               |               |                                              |                                                                   |       |                                                            |